# Coppa delle nazioni oceaniane femminile
La Coppa delle nazioni oceaniane femminile (in inglese, OFC Women's Nations Cup) è la principale competizione calcistica femminile per le Nazionali oceaniane di calcio, organizzata dalla Oceania Football Confederation.
La competizione è servita come un torneo di qualificazione per il Campionato mondiale femminile di calcio dal 1991. Le squadre nazionali di Tonga e le Isole Salomone hanno partecipato per la prima volta nel torneo a quattro squadre, poiché in quell'edizione si ritirarono sei squadre. Le edizioni 1986 e 1989 sono state vinte dal Taipei cinese, membro della OFC dal 1982 al 1989, prima che tornasse all'AFC. La nazionale dell'Australia ha partecipato alla competizione fino all'edizione 2003, vincendola per la terza volta consecutiva, per poi affiliarsi dal 2006 all'AFC.
Ad oggi sono state disputate dodici edizioni del torneo: la compagine più titolata è la Nuova Zelanda con 6 successi, mentre la Isole Salomone è la squadra detentrice del titolo.

## Risultati
Tabella riassuntiva delle edizioni e delle prime quattro classificate.
| Anno | Paese ospitante    | Campione           | risultato                    | Secondo posto      | Terzo posto        | risultato               | Quarto posto           |
| 1983 | Nuova Caledonia    | Nuova Zelanda      | 3 - 2 (dts)                  | Australia          | Nuova Caledonia    | (girone all'italiana)   | Figi                   |
| 1986 | Nuova Zelanda      | Taipei cinese      | 4 - 1                        | Australia          | Nuova Zelanda      | 0 - 0 (dts) 3 - 1 (dtr) | Nuova Zelanda B        |
| 1989 | Australia          | Taipei cinese      | 1 - 0                        | Nuova Zelanda      | Australia          | (girone all'italiana)   | Australia B            |
| 1991 | Australia          | Nuova Zelanda      | (doppio girone all'italiana) | Australia          | Papua Nuova Guinea | 3 squadre partecipanti  | 3 squadre partecipanti |
| 1994 | Papua Nuova Guinea | Australia          | (doppio girone all'italiana) | Nuova Zelanda      | Papua Nuova Guinea | 3 squadre partecipanti  | 3 squadre partecipanti |
| 1998 | Nuova Zelanda      | Australia          | 3 - 1                        | Nuova Zelanda      | Papua Nuova Guinea | 7 - 1                   | Figi                   |
| 2003 | Australia          | Australia          | (girone all'italiana)        | Nuova Zelanda      | Papua Nuova Guinea | (girone all'italiana)   | Samoa                  |
| 2007 | Papua Nuova Guinea | Nuova Zelanda      | (girone all'italiana)        | Papua Nuova Guinea | Tonga              | (girone all'italiana)   | Isole Salomone         |
| 2010 | Nuova Zelanda      | Nuova Zelanda      | 11 - 0                       | Papua Nuova Guinea | Isole Cook         | 2 - 0                   | Isole Salomone         |
| 2014 | Papua Nuova Guinea | Nuova Zelanda      | (girone all'italiana)        | Papua Nuova Guinea | Isole Cook         | (girone all'italiana)   | Tonga                  |
| 2018 | Nuova Caledonia    | Nuova Zelanda      | 8 - 0                        | Figi               | Papua Nuova Guinea | 7 - 1                   | Nuova Caledonia        |
| 2022 | Figi               | Papua Nuova Guinea | 2 - 1                        | Figi               | Isole Salomone     | 1 - 1 6 - 5 (dtr)       | Samoa                  |
| 2025 | Figi               | Isole Salomone     | 3 - 2 (dts)                  | Papua Nuova Guinea | Samoa              | 2 - 0                   | Figi                   |

## Medagliere
| Pos.            | Paese              | Oro | Argento | Bronzo | Totale |
| --------------- | ------------------ | --- | ------- | ------ | ------ |
| 1               | Nuova Zelanda      | 6   | 4       | 1      | 11     |
| 2               | Australia          | 3   | 3       | 1      | 7      |
| 3               | Taipei cinese      | 2   | 0       | 0      | 2      |
| 4               | Papua Nuova Guinea | 1   | 4       | 5      | 10     |
| 4               | Isole Salomone     | 1   | 0       | 1      | 2      |
| 5               |                    |     |         |        |        |
| Figi            | 0                  | 2   | 0       | 2      |        |
| Isole Cook      | 0                  | 0   | 2       | 2      |        |
| Nuova Caledonia | 0                  | 0   | 1       | 1      |        |
| Samoa           | 0                  | 0   | 1       | 1      |        |
| Tonga           | 0                  | 0   | 1       | 1      |        |

## Nazioni partecipanti
Leggenda
- 1ª – Campione
- 2ª – Secondo posto
- 3ª – Terzo posto
- 4ª - Quarto posto

- QF - Quarti di finale
- FG – Fase a gironi
- — Nazione ospite
- • – Non partecipa

Per ogni torneo, viene indicata la bandiera del Paese ospite.
| Squadra            | 1983 | 1986 | 1989 | 1991 | 1994 | 1998 | 2003 | 2007 | 2010 | 2014 | 2018 | 2022 | 2025 | Totale |
| ------------------ | ---- | ---- | ---- | ---- | ---- | ---- | ---- | ---- | ---- | ---- | ---- | ---- | ---- | ------ |
| Australia          | 2ª   | 2ª   | 3ª   | 2ª   | 1ª   | 1ª   | 1ª   | •    | •    | •    | •    | •    | •    | 7      |
| Taipei cinese      | •    | 1ª   | 1ª   | •    | •    | •    | •    | •    | •    | •    | •    | •    | •    | 2      |
| Isole Cook         | •    | •    | •    | •    | •    | •    | 5ª   | •    | 3ª   | 3ª   | FG   | QF   | 8ª   | 5      |
| Figi               | 4ª   | •    | •    | •    | •    | 4ª   | •    | •    | FG   | •    | 2ª   | 2ª   | 4ª   | 6      |
| Isole Salomone     | •    | •    | •    | •    | •    | •    | •    | 4ª   | 4ª   | •    | •    | 3ª   | 1ª   | 4      |
| Nuova Caledonia    | 3ª   | •    | •    | •    | •    | •    | •    | •    | •    | •    | 4ª   | QF   | •    | 3      |
| Nuova Zelanda      | 1ª   | 3ª   | 2ª   | 1ª   | 2ª   | 2ª   | 2ª   | 1ª   | 1ª   | 1ª   | 1ª   | •    | •    | 11     |
| Papua Nuova Guinea | •    | •    | 5ª   | 3ª   | 3ª   | 3ª   | 3ª   | 2ª   | 2ª   | 2ª   | 3ª   | 1ª   | 2ª   | 11     |
| Samoa              | •    | •    | •    | •    | •    | FG   | 4ª   | •    | •    | •    | FG   | 4ª   | 3ª   | 4      |
| Samoa Americane    | •    | •    | •    | •    | •    | FG   | •    | •    | •    | •    | •    | •    | •    | 1      |
| Tahiti             | •    | •    | •    | •    | •    | •    | •    | •    | FG   | •    | FG   | QF   | 6ª   | 3      |
| Tonga              | •    | •    | •    | •    | •    | •    | •    | 3ª   | FG   | 4ª   | FG   | QF   | 7ª   | 5      |
| Vanuatu            | •    | •    | •    | •    | •    | •    | •    | •    | FG   | •    | •    | FG   | 5ª   | 2      |